# Goro Shimura
Goro Shimura, född 23 februari 1930 i Hamamatsu, Japan,  i Shizuoka prefektur, död 3 maj 2019 i Princeton, New Jersey, USA, var en japansk matematiker, som arbetade med talteori, automorfa former och aritmetisk geometri. [1] Han är mest känd för sitt arbete med Taniyama-Shimuras förmodan, som i slutändan ledde till beviset på Fermats sista teorem. Han var kollega till Yutaka Taniyama, som han träffade 1954 vid Tokyos universitet. Shimura och Taniyama intresserade sig mycket för modulära former, någonting som ansågs vara uttömt och utforskat av de flesta västerländska matematiker vid den tiden.

## Biografi
Shimura tog 1952 kandidatexamen i matematik och 1958 doktorsexamen i matematik vid Tokyos universitet.
Efter examen blev Shimura föreläsare vid Tokyos universitet, arbetade sedan utomlands, tio månader i Paris och en sju månaders tid vid Princetons Institute for Advanced Study - innan han återvände till Tokyo, där han gifte sig med Chikako Ishiguro. Han flyttade sedan från Tokyo för att börja arbeta vid fakulteten vid Osaka universitet, men han blev missnöjd med sin finansieringssituation och bestämde sig för att söka anställning i USA. Genom André Weil fick han en tjänst vid Princeton University. Shimura började arbeta vid fakulteten Princeton 1964 och stannade där till sin pensionering 1999, under vilken tid han hade handledning av 28 doktorander och fick Guggenheim Fellowship 1970, Colepriset för talteori 1977, Asahipriset 1991 och Steelepriset for lifetime achievement 1996.
Shimura beskrev sin inställning till matematik som "fenomenologisk". Hans intresse var att hitta nya typer av intressant beteende i teorin om automorfa former. Han argumenterade också för ett "romantiskt" tillvägagångssätt, något han tyckte saknades hos den yngre generationen matematiker. Shimura använde en tvådelad process för forskning, med hjälp av ett skrivbord i sitt hem för att arbeta med ny forskning på morgnarna och ett andra skrivbord för att göra rapporter perfekta på eftermiddagen.
Shimura hade två barn, Tomoko och Haru, med sin hustru Chikako. Han avled 2019 i Princeton, New Jersey, 89 år gammal.

## Vetenskapligt arbete
Shimura var en kollega och en vän till Yutaka Taniyama, med vilken han skrev den första boken om den komplexa multiplikationen av abelska variationer och formulerade Taniyama-Shimuras förmodan. Shimura skrev sedan en lång rad stora artiklar och utvidgade fenomenen som finns i teorin om komplex multiplikation av elliptiska kurvor och teorin om modulära former till högre dimensioner (till exempel Shimura-sorter). Detta arbete gav exempel på vilka ekvivalensen mellan motiviska och automorfa L-funktioner postulerade i Langlandsprogrammet som kunde testas. Automorfa former realiserade i kohomologin hos en Shimuravariation har en konstruktion som binder Galoisrepresentationer till dem.
År 1958 generaliserade Shimura Martin Eichlers inledande arbete om Eichler-Shimura-kongruensförhållandet mellan den lokala L-funktionen hos en modulär kurva och Heckeoperatorernas egenvärden. År 1959 utvidgade Shimura Eichlers arbete om Eichler-Shimura-isomorfismen mellan Eichler-kohomologigrupper och utrymmen av cuspformer som skulle användas i Pierre Delignes bevis för Weilgissningarna.
År 1971 resulterade Shimuras arbete med explicit klassfältteori i andan av Kroneckers Jugendtraum i hans bevis på Shimuras reciprocitetslag. År 1973 etablerade Shimura Shimura-korrespondensen mellan modulära former med halv integralvikt k + 1/2 och modulära former med jämn vikt 2k.
Shimuras formulering av Taniyama-Shimura-gissningen (senare känd som modularitetssatsen) på 1950-talet spelade en nyckelroll i beviset på Fermats sista teorem av Andrew Wiles 1995. År 1990 bevisade Kenneth Ribet Ribets sats som visade att Fermats sista sats följde av det semistabila fallet av denna gissning. Shimura kommenterade torrt att hans första reaktion när han hörde Andrew Wiles bevis på det halvstabila fallet var "Jag sa det till dig".